# Cantó de Le Carbet
El cantó de Le Carbet és una divisió administrativa francesa situat al departament de Martinica a la regió de Martinica.

## Composició
El cantó comprèn les comunes de Le Carbet i Le Morne Vert.

## Demografia
|  | 3.364 | 3.128 | 2.711 | 3.014 | 3.315 | 3.673 |  |  |  |  |  |  |  |  |  |  |
|  |       |       |       |       |       |       |  |  |  |  |  |  |  |  |  |  |

## Administració
| Període                                  | Identitat           | Partit | Qualitat |
| ---------------------------------------- | ------------------- | ------ | -------- |
| 2004-2014                                | Alexandre Mouriesse | RDM    |          |
| Les dades anteriors no són pas conegudes |                     |        |          |